# Lingue filippine centrali maggiori
Le lingue filippine centrali maggiori sono un sottogruppo delle lingue filippine, parlato nelle Filippine e in alcune regioni dell'Indonesia e della Malaysia.
Fanno parte di questo gruppo le principali lingue delle Filippine fra cui la lingua nazionale, il filippino, e la lingua originale della regione, il tagalog.

## Distribuzione geografica
Tutti i gruppi componenti sono distribuiti sulla varie isole delle Filippine con la sola eccezione del gruppo gorontalo-mongondow, che è diffuso sull'isola indonesiana di Sulawesi, e parzialmente del gruppo danao che è diffuso nello stato di Sabah (Malaysia).

## Classificazione
Le lingue filippine centrali maggiori appartengono alla famiglia linguistica delle lingue austronesiane, gruppo delle lingue maleo-polinesiache, sottogruppo delle lingue filippine.
Secondo la classificazione 2009 riportata su Ethnologue (SIL International) la famiglia è composta da 93 lingue tra vive ed estinte, ed è il principale gruppo per numero di lingue fra le lingue filippine. Secondo la suddetta classificazione in gruppo risulta così composto (i numeri fra parentesi rappresentano le singole lingue componenti):
- Lingue filippine centrali (47)
- Lingue danao (3)
- Lingue gorontalo-mongondow (9)
- Lingue manobo (15)
- Lingue palawaniche (7)
- Lingue mangyan del sud (4)
- Lingue subanon (5)
- Lingue umiray dumaget (3).

La costituzione di questo gruppo linguistico è stata ipotizzata per la prima volta dal linguista americano Robert Blust in un suo lavoro del 1991. Blust, che ha chiamato il gruppo Greater Central Philippines, osserva che le aree delle Filippine centrali e meridionali hanno una bassa diversità linguistica. Pertanto estende il gruppo delle lingue filippine centrali con le lingue di Mangyan del sud, Bikol, Visayan, Palawanic (non Kalamian), Mindanao, e Gorontalo-Mongondow.